# بندینی کورسر
بندینی، روستایی از توابع بخش زرآباد شهرستان کنارک در استان سیستان و بلوچستان ایران است.

## جمعیت
این روستا در دهستان زرآباد شرقی قرار دارد و براساس سرشماری مرکز آمار ایران در سال ۱۳۹۵، جمعیت آن بالغ بر ۹۰۰ نفر (۲۵۰خانوار) بوده‌است